# Света Богородица (Слатино)
„Света Богородица“ (на македонска литературна норма: „Света Богородица“) е възрожденска църква в охридското село Слатино, Северна Македония. Църквата е част от Охридското архиерейско наместничество на Дебърско-Кичевската епархия на Македонската православна църква – Охридска архиепископия.

## Местоположение
Църквата е гробищен храм, разположен в Горната, югоизточна махала на селото и затова е известна като Горната църква, за разлика от Долната – „Света Неделя“.

## История
Църквата е градена дълго време през XIX век, тъй като нямало позволение от властите. Иконите са дело на зографа и иконописец Аврам Дичов и са от 1908 година. Според надписа в подкуполното пространство църквата е изписана в 1910 година. Зографи са братята мияци Димитър, Ефтим и Георги Чолакот.